# Blekinge folkhögskola
Blekinge folkhögskola är en regionägd folkhögskola som ligger i Bräkne-Hoby. Den grundades redan i november 1869 men låg då i Mörrum. Den har sedan start flyttats till Asarum, Kristineberg, Ronneby och Bräkne-Hoby, där den fick stanna. Skolan bedriver allmänna kurser som motsvarar grund- och gymnasieskola och särskilda kurser med mer praktisk inriktning. Förutom helårskurserna har skolan även terminslånga seniorkurser och kortare sommarkurser. Skolan riktar sig till den som är 18 år och äldre.

## Historik
Under 1800-talet ökades Sveriges befolkning och år 1862 stiftades nya kommunallagar, landstinget kom till. Detta innebar stora krav på de som var med i olika nämnder. Det gällde att kunna läsa, skriva, räkna och föra böcker. Det nybildade landstinget tog initiativ till att förbättra folkskoleundervisningen. De bildade därför folkhögskolor och Blekinge folkhögskola blev den fjärde och är därmed en av de äldsta i Sverige.
Den 22 november 1869 började den första kursen med endast 35 stycken elever i Mörrumsborg, som står kvar idag i ungefär samma skick. Efter att ha blivit flyttad från Mörrum till bland annat Asarum och Ronneby började man att diskutera om att flytta skolan till landet och ordna ett internat. Skolan flyttades därmed till Bräkne-Hoby där den står än idag. Den första kursen i byggnaden ägde rum den 6 november 1916.
Till en början var Blekinge folkhögskola endast till för manliga elever, men trots det fanns det undervisning även för kvinnor, dock på särskilda tider där det inte förekom någon kurs för de manliga eleverna. Vid det nya seklet ändrade man lagen så att även kvinnor fick gå på skolan. Det året började den första kvinnliga sommarkursen med 30 elever. Under 1930-talet ökade antalet elever drastiskt på grund av den höga arbetslösheten efter depressionen så då började kvinnor och män att läsa kurser tillsammans. Nu började skolan allt mer likna den som finns idag.

### Rektorer
- Gustaf Adolf Magnusson 1869-1875
- L.E Björkman 1875-1876
- Nils Helmstein 1876-1906
- Adolf Bolin 1906-1930
- Johan Feuk 1930-1954
- Folke Wirén 1954-1968
- Per-Olof Jernmark 1968-1988
- Anders Ohlsson 1988-1993
- Judith Skörsemo 1993-1994
- Ingrid Grahn-Nilsson mars-juni 1994
- Sten-Olof Brenner ht 1994
- Erik E. Hammargren 1994-2000
- Lars Göran Ahl 2000-2009
- Erik E. Hammargren 2009-2012
- Jan-Olof Henrikson 2012-2015
- Bertil Karlsson 2015-2021
- Susanne Flokén 2019-2021[4]

## Värdegrund
Skolans värdegrund baserar sig på övertygelsen att varje människa vill och kan utvecklas. Det personliga mötet är det som skapar de värden vi strävar mot: trygghet, gemenskap, glädje, engagemang och ömsesidig respekt. Skolans ambition är att varje individ ska känna sig trygg att efter sina förutsättningar påverka, forma och utveckla sitt liv. Ur detta växer respekt och ansvar för det egna handlandet.